# Moçambique Expresso
Moçambique Expresso – mozambickie linie lotnicze, mające siedzibę w Maputo. Obsługują połączenia krajowe i regionalne, oraz czarterowe. Główny węzeł to port lotniczy Maputo.

## Historia
Moçambique Expresso został ufundowany przez Specjalne Operacje Departamentu narodowych linii lotniczych Linhas Aéreas de Moçambique (LAM). Pierwsze samoloty odleciały z tej stacji lotniczej w 1995 roku. Moçambique Expresso jest całkowicie zależny od LAM-u. W marcu 2007 roku było tam zatrudnionych 50 pracowników.

## Flota
Flota linii Moçambique Expresso składa się z niżej wymienionych samolotów:
- 3 DeHaviland Canada Dash-8 Q400